# SIMP-Methode
Die Solid Isotropic Material with Penalization (SIMP) -Methode, mitunter auch Solid Isotropic Microstructure with Penalization, ist ein Verfahren der kontinuierlichen Topologieoptimierung von Bauteilen:
Für ein Bauteil soll, unter bestimmten Lasten, ein möglichst optimaler Aufbau gefunden werden. Dazu wird der für das Bauteil zur Verfügung stehende maximale Bauraum in kleine Elemente aufgeteilt. Andere Verfahren versuchen nun, welche Elemente sie weglassen können und welche Elemente wieder hinzugefügt werden müssen, um die Lasten mit möglichst wenig Material ertragen zu können. Die SIMP-Methode geht anders vor: Anstatt Elemente nur ganz wegzunehmen (Zustand „0“) oder ganz da zu haben (Zustand „1“), darf jedes Element einen Zwischenwert besitzen. Um zu vermeiden, dass der gesamte Bauraum nur undifferenzierte Zwischenwerte annimmt und um konkrete Strukturen zu begünstigen, werden Zwischenwerte allerdings „bestraft“, je weiter sie von 0 oder 1 entfernt sind (und je näher sie an 0,5 liegen). So wird begünstigt, dass Bereiche entstehen mit Werten nahe 1 (Festbereich) und Bereiche mit Werten nahe 0 (Leerbereich).